# Danemark au Concours Eurovision de la chanson 1965
Le Danemark a participé au Concours Eurovision de la chanson 1965 le 20 mars à Naples, en Italie. C'est la 9e participation du Danemark au Concours Eurovision de la chanson.
Le pays est représenté par la chanteuse Birgit Brüel et la chanson For din skyld qui ont été sélectionnés par Danmarks Radio en interne pour la première et dernière fois, à ce jour.

## Sélection

### Sélection interne
Le radiodiffuseur danois Danmarks Radio (DR) choisit l'artiste et la chanson représentant le Danemark au Concours Eurovision de la chanson 1965 au moyen d'une sélection interne.
| Artiste      | Chanson       | Traduction |
| ------------ | ------------- | ---------- |
| Birgit Brüel | For din skyld | Pour toi   |

Lors de cette sélection, c'est la chanson For din skyld interprétée par la chanteuse Birgit Brüel qui fut choisie. À l'Eurovision, l'interprète est accompagné du chef d'orchestre Arne Lamberth.

## À l'Eurovision
Chaque jury national attribue un, trois ou cinq points à ses trois chansons préférées.

### Points attribués par le Danemark
| 5 points | Royaume-Uni |
| 3 points | Suède       |
| 1 point  | Luxembourg  |

### Points attribués au Danemark
| 5 points             | 3 points | 1 point |
| -------------------- | -------- | ------- |
| - Luxembourg - Suède |          |         |

Birgit Brüel interprète For din skyld en 14e position lors de l'Eurovision, suivant l'Italie et précédant - le futur vainqueur - le Luxembourg.
Au terme du vote final, le Danemark termine 7e sur 18 pays, ayant reçu 10 points au total, provenant des jurys luxembourgeois et suédois,.